# 小櫃村
小櫃村（おびつむら）とは、千葉県君津郡にかつて存在した村である。

## 地理
- 現在の君津市の北東部に位置している。
- 村内には小櫃川が流れる。

## 歴史

### 沿革
- 1889年（明治22年）4月1日 - 町村制施行により、末吉村、山本村、台村、寺沢村、三田村、西原村、賀恵淵村、長谷川村、俵田村、上新田村、箕輪村、青柳村、岩出村、戸崎村の区域を以て望陀郡小櫃村が発足。
- 1897年（明治30年）4月1日 - 君津郡の所属となる。
- 1970年（昭和45年）9月28日 - 君津町・上総町・小糸町・清和村と合併し、改めて君津町を新設。同日小櫃村廃止。

## 経済

### 産業
農業
『大日本篤農家名鑑』によれば、小櫃村の篤農家は、「黒川重治、重田喜太郎、小倉金右衛門、小高新次郎、松崎駒吉、森久三、松崎延治、黒川幸之助、堀良蔵、松崎六平、斎藤仁之助、安藤清次郎、重田早苗、松崎義司、松本伊平、常住藤市、須藤常太郎、御幸尾喜作、影山竹治郎、地曳庄之助、金田壽美、江澤勝次郎」などである。

## 人口・世帯

### 人口
総数 [単位： 人]
| 1891年（明治24年） | 5,230 |
| 1921年（大正10年） | 6,077 |

### 世帯
総数 [単位： 世帯]
| 1921年（大正10年） | 1,046 |

## 交通

### 鉄道
日本国有鉄道
- 久留里線：下郡駅 - 上総山本駅 - 小櫃駅 - 俵田駅

### 道路
- 久留里街道（ → 国道410号）